# L'Homme qui avait deux yeux
L'Homme qui avait deux yeux (titre original en allemand : Der Mann mit den zwei Augen) est un roman suisse de Matthias Zschokke publié originellement en 2012 et en français le janvier 2015 aux éditions Zoé.

## Résumé
Le texte raconte, à la troisième personne, l'histoire du personnage principal, généralement désigné par l'expression L'Homme qui avait deux yeux.
L'essentiel du récit, au présent, commence quand, à 56 ans, le 21 novembre, l'homme arrive en gare de Harenberg, ville que lui a conseillée son ancienne amie, et où il cherche une pension.
Sa vie d'avant, à l'imparfait, c'est presque vingt (ou trente) ans de cohabitation avec une femme, qu'il a connue au cours de chant, la femme qui préférait se taire, et qui vient de mourir, le lendemain de la mort de sa chatte Pitipiti. 
Il vivait, mal et peu, de chroniques judiciaires, et parfois de petits travaux.
Des souvenirs abondent, sans ordre discernable.
Ils cohabitaient depuis que le mari avait essayé de l'assassiner.
Un jour, elle était enceinte, mais il n'était pas question d'infliger à un enfant une vie avec eux : préférer une vie paisible, éviter toute nouvelle rencontre, toute discussion inutile, toute visite superflue... dans leur penchant pour la répétition, pour l'ordre et pour la régularité.
Ils invitaient un ancien camarade de lycée de lui, pour son quarantième anniversaire, et qui, devenu médecin, lui offrait, avant d'émigrer à Bordeaux, lui offre 20 flacons de ml de morphine, en souvenir de leur grande discussion sur le gobelet de ciguë de Socrate. Et cette morphine pourrait bien avoir servi à accélérer le départ de la dame, surtout depuis qu'elle a eu des problèmes de jambe, et est hospitalisée, le plus souvent en chaise longue.
Un établissement médico-social informait que le père de la dame était hospitalisé et mourant : ils s'y rendaient. Il mourait et laissait en héritage une somme correcte, vite envolée par le voyage à Kos.
Un jour, ils invitaient un couple auquel ils n'avaient déjà strictement rien à dire et qui se dépêchait de quitter leur appartement.
Une autre fois, ils invitaient un célibataire, mais elle pensait qu'il allait les assassiner, et ils fuyaient aussitôt dans un hôtel 
proche. 
Le plus souvent, il s'agit de souvenirs individuels : les gamines Filien et Ulrike, le chien Morito, le chien, Zorro, l'expérience homosexuelle de l'adolescence, la première expérience amoureuse à Schaffhouse, le coiffeur Türkschmidt, le voisin de restaurant, le clown Plop, le chien Flopp, le chien Zorro, les nouveaux locataires, la caissière aux os flottants et à la pipe à sel (p. 218) , l'artiste harensbergeois à Berlin, le badigeonnage de goudron, la requête pour augmentation déraisonnable des loyers.
Une autre fois, il était invité à une cérémonie à la mémoire d'un lointain ancêtre, à la frontière polonaise, fondateur d'une loge maçonnique.
Son seul ancien ami, avec qui il correspondait à peine par courriel, était parti en France, à Contamine : avant, ils se voyaient à chaque anniversaire à Strasbourg, au Crocodile, puis les relations avaient cessé quand l'homme aux deux yeux avait refusé d'accompagner son ami pour le réveillon du 31 décembre. Dans un courriel, il se déclarait dégoûté dès qu'il voyait une de ces femmes buvant de l'eau minérale au goulot en public.
Ce désœuvrement permanent ici, à Harenberg, m'est insupportable (p. 224), à lire les entrefilets dans les journaux. Le monde lui paraît une gigantesque farce : gesticulation, hypocrisie, nouvelles factices, ville factice. Les relations humaines sont difficiles : nous aurions dû apprendre à mentir à temps (p. 107) ; ils s'incitent mutuellement à la hargne stupide, à la médisance cruelle et au lâche fayotage (p. 10).
Lui-même se sent, se sait, et se veut, transparent (j'ai l'habitude qu'on ne me reconnaisse pas), ennuyeux, superflu, inutile, menant (comme beaucoup) une vie d'insecte : Quand j'ouvre la bouche, c'est comme si l'on voyait devant soi la plaine hongroise. On se détourne, effaré, devant tant de vide (p. 247). Il m'est insupportable de ne pas pouvoir intervenir, et de devoir me contenter de rester spectateur, de regarder les choses comme elles sont (p. 211). Il traversait ses journées en se laissant dériver, ignare et dépourvu de curiosité (p. 211). 
Dans sa jeunesse, les raisins de l'esprit poussaient trop haut à son goût, c'est pourquoi il avait décidé jadis de les trouver trop acides (p. 210). Et ses tentatives de discuter de philosophie du langage avec sa compagne se révélaient systématiquement en porte-à-faux. Seule Rosaura, à son bar, aura su l'écouter, le conseiller, un peu...

## Personnages
- l'homme qui avait deux yeux, Philibert peut-être (p. 236), et qui se fait parfois appeler Bob
- la femme qui préférait se taire, et qu'il appelle parfois Margot, Stanea ou Stanca
- Rosaura, tenancière du bar, près de la gare d'Harenberg, où le personnage principal prend souvent une bière
- Branko, le bricoleur plombier qui fait au personnage une sodomie à sa demande (p. 140
- Coche ou Kod ou Filinn, homme à tout faire de Rosaura
- Pr Dr Texel, médecin-chirurgien spécialiste du cœur, inventeur du cœur en plastique, sorte de turbine à batterie rechargeable

## Réception critique
Le public francophone apprécie cette épopée d’un homme ordinaire, foisonnant d’anecdotes réjouissantes, le récit navigue entre sa quête harenbergoise désenchantée et ses souvenirs de la femme qui partagea son appartement . La prose légère et lumineuse de Zschokke est ourlée d’ombre, et derrière l’étrangeté du regard pointent la tristesse et l’envie d’en finir. Loin d’être déconnecté du monde, L’Homme qui avait deux yeux questionne son agitation insensée.
Cette savante nonchalance et cette fausse insouciance le disent bien : l’essentiel n’est pas dans l’histoire de « l’homme qui… ». Il est dans les détours par lesquels cette histoire se met elle-même à distance en refusant de prendre les chemins qu’on attendrait, et mime ainsi la quête inlassable d’un sens qui se dérobe. Tout cela sans cesser d’en rire, tout l’art est là.
Ce roman c'est l'art d'accommoder les petits riens. Accrochez vous, lecture déconcertante,. S’il fallait un roman pour dégonfler les boursouflures contemporaines, les postures égomaniaques, les appels au sacrifice, s’il fallait un livre pour questionner le langage et les discours, tous les discours (populistes, médicaux, financiers, juridiques), s’il fallait une fable pour louer le silence, s’il fallait un conte pour rire dans la débâcle, ce serait L’Homme qui avait deux yeux, le nouveau roman du Bernois Matthias Zschokke.

## Éditions
- Éditions Zoé, 2015,  (ISBN 978-2-88182-936-9)